# Gailhof
Gailhof ist ein Ortsteil der Gemeinde Wedemark in Niedersachsen in der Region Hannover und ist die erste Ortschaft nach der Abfahrt Wedemark von der A 7. Nördlich grenzt Meitze, westlich Mellendorf und südlich Wennebostel an. Östlich der A 7 liegt der Burgwedeler Ortsteil Fuhrberg.

## Geschichte
Der Ort wurde erstmals 1381/1382 urkundlich erwähnt. Funde aus der Eisenzeit (ca. 800 v. Chr.) legen jedoch die Vermutung nahe, dass die Gegend schon vor 2800 Jahren besiedelt war. Am 1. März 1974 wurde Gailhof in die neue Gemeinde Wedemark eingegliedert.

## Politik

### Ortsrat
Der Ortsrat verantwortet die beiden Ortsteile Gailhof und Mellendorf gemeinsam und besteht aus vier Ratsfrauen und fünf Ratsherren.
- SPD: 4 Sitze
- CDU: 4 Sitze
- WGW: 1 Sitz

(Stand: Kommunalwahl 11. September 2016)

### Ortsbürgermeister
Die Ortsbürgermeisterin ist Jessica Borgas (CDU), vertreten wird sie durch Larbi Amerouz (SPD).

### Wappen
Der Entwurf des Kommunalwappens von Gailhof stammt von dem Heraldiker und Wappenmaler Gustav Völker, der zahlreiche Wappen in der Region Hannover erschaffen hat. Die Genehmigung des Wappens wurde durch den Regierungspräsidenten in Lüneburg am 12. Februar 1961 erteilt.
| Wappen von Gailhof | Blasonierung: „In Grün über silbernem Querfluss mit wachsendem, halbem, goldenem Mühlrad drei silberne Eichenblätter mit je zwei goldenen Eicheln, unter dem Fluss eine liegende, silberne Wolfsangel.“ |
| Wappen von Gailhof | Wappenbegründung: Die drei Eichenblätter versinnbildlichen den überaus reichen Bestand an Eichen, der einst und auch heute das Bild des Dorfes wesentlich bestimmt. Durch das Wasserrad wird die Mohnmühle versinnbildlicht, die seit Jahrhunderten als ein Stück Gailhofs gilt. Sie wurde im Jahre 1474 durch Herzog Friedrich zu Braunschweig-Lüneburg angelegt und mahlte das Korn der Bauern in Gailhof und den umliegenden Dörfern bis zu ihrer Stilllegung im Jahre 1920. Das darunter eingezeichnete Band stellt den Heidefluss Wietze dar, und die Wolfsangel unterstreicht die Zugehörigkeit zum Landkreis Burgdorf. |

## Kultur und Sehenswürdigkeiten
- Im Jugend-, Gäste- und Seminarhaus der Region Hannover sind jährlich etwa 12.000 Übernachtungen für Kindertagesstätten, Schulklassen oder Jugendgruppen zu verzeichnen, die hier inmitten eines großen Parks Seminare u. a. mit den Themen „Gruppenfindung“, „Natur und Umwelt“, „Bewerbungstraining“ und „Activity“ angeboten bekommen.[6]
- Im Feuerwehrhaus von 1956 befindet sich eine historische Uhr, die 1886 vom Turm der Bissendorfer Kirche entfernt und zunächst an der Gailhofer Schule ihren Dienst verrichtete.
- Die alte Wassermühle „Mohmühle“, die schon 1474 erwähnt wurde, liegt in der Nähe der Wietzebrücke. Heute wird das Gebäude von einem Pflegeheim für psychisch Genesende genutzt, die hier zu einer selbständigen Lebensweise zurückgeführt werden sollen.[7]